# Universums öde
Universums öde är en serie science fiction-romaner för ungdomar eller äldre barn och tonåringar skriven av George Johansson, utgiven i två upplagor. Första upplagan består av fem delar, utgivna mellan 1979 och 1986. I den andra, lätt omarbetade upplagan är bok nummer två, Planetjakten, borttagen på begäran av författaren som i en intervju beskriver den som "dålig" och full av "osorterat tanketrams".
Under slutet av 2018 skrev George Johansson kontrakt med Eloso förlag för en nyutgivning av böckerna. Serien omarbetades och gavs utan mellan 2019 och 2021. Delar av den tidigare strukna delen Planetjakten har omredigerats till en del av På okänd planet.

## Böcker
Bokserien består av böckerna Uppbrott från jorden (1979), Planetjakten (1980), På okänd planet (1982), Datorernas död (1983), och Barn av Andromeda från 1986.
Uppbrott från jorden, Planetjakten och På okänd planet har översatts till finska och publicerats även i Finland.

### Uppbrott från jorden
Uppbrott från jorden är den första boken i serien, utgiven 1979. Handlingen i boken utspelar sig år 2079, då rymdskeppet Morning Star försvinner spårlöst efter en dramatisk start från Mars. Huvudpersonen är rymdskeppets pilot Len Renberg.
Boken handlar om Len Renberg som lever ett trivsamt liv i Thule på Grönland. När både hans far och mor dött av blyförgiftning tar han jobb på Amalgamated som pilot.
Efter en tid dör hans farbror och han ärver en stor summa pengar. Han köper sitt eget skepp och flyger iväg och letar laster som kunde skeppas till olika planeter för en liten lön. En dag får han ett jobb om att frakta anrikad malm till Mars. Han tackar ja, men efter starten från Pluto sker en plötslig smäll och allt blir svart.

#### Teman
I förordet till "Universums öde"-samlingen skriver författaren George Johansson att första boken i hög grad är påverkad av oljekriserna 1973 och 1979.
Jorden framställs som en brungrå planet, överbefolkad och styrd av tre maktblock som uppstod efter tredje världskriget. Samhället baseras på konsumtion och tystnad, och regeringarna tvångsmatar den apatiska världsbefolkningen med propaganda. Boken berättar inte om det existerar något motstånd mot regeringen, men från huvudpersonens synvinkel är folk för apatiska för att bry sig.
Rymdfarten är i full gång sedan de fossila bränslena har tagit slut och ett tjockt molntäcke omöjliggör solkraft. Uran bryts på de yttre planeterna och fraktas sedan till Jorden och Mars. En resa från jorden till Pluto tar mindre än en månad. Urananvändandet och frakten är en av anledningarna till att Jordens miljö är så förstörd.

### Planetjakten
Planetjakten från 1980 är den andra boken i serien, som senare dock togs bort från serien på författarens egen begäran. Den beskriver Len och Amaltheas letande efter en beboelig planet i Andromedagalaxen.

### På okänd planet
På okänd planet från 1982 är den tredje delen i serien. Den beskriver Len och Amaltheas ankomst till och kolonisering av Nya Jorden.

### Datorernas död
Datorernas död från 1983 skiljer sig från de övriga böckerna eftersom den skildrar jorden efter att Len Renberg försvunnit, och går alltså in på en annan gren av berättelsen än de tre första böckerna. Genremässigt passar den också bättre in på definitionen cyberpunk än klassisk science fiction. Boken kan läsas fristående från resten av serien.
Boken dramatiserades som en radioföljetong på 1980-talet.

### Barn av Andromeda
Barn av Andromeda från 1986 är den sista delen i pentalogin. Befolkningen på Nya Jorden är ättlingar till människor, som för länge sedan kom till planeten i Andromedagalaxen med Skeppet från det Förflutna. En grupp har nu bestämt sig för att försöka ta sig tillbaka till Vintergatan. Man har konstruerat rymdfarkosten Terra Nova och den långa resan på 2,2 miljoner ljusår genom rum och förhoppningsvis tid har påbörjats. Men det händer märkliga saker ombord på Terra Nova. Är det sabotage för att hindra expeditionen att nå sin destination?

## Karaktärer
- Len Renberg, född av svenska föräldrar och uppväxt i Thule på Grönland. Han blir rymdpilot som sin far. Len är mycket medveten om historien och världsförhållandena, tack vare hans föräldrars okonventionella uppfostran av honom.
- Amalthea, döpt efter en Jupiter-måne. Chef på ett "rotell" (rakethotell) på Titan. Som kvinna i rymden är hon utsatt och ovanlig; kvinnoförtrycket är totalt efter världskriget. Amaltheas far var också rymdpilot, och han har lärt henne yrket.
- Springsteen är malmbrytare. Han och hans ryska kompajon, Turgeniev, använder sig av "talspeedare" för att kommunicera blixtsnabbt och hemligt. Springsteen vill ha Len Renberg till att frakta ovanligt rik uranmalm till Mars från Pluto, men mördar Turgeniev under lastning.